# Bling Bling
《Bling Bling》(블링블링)은 달샤벳의 세 번째 EP 음반이다.

## 개요
2011년 8월 8일 소속사 해피페이스 엔터테인먼트 유튜브와 페이스북 그리고 달샤벳 트위터를 통해 티저 영상이 공개되었다. 또 9일에는 음반 맬범 발매를 앞두고 원래 섹시 디스코 컨셉을 선보이려고 했으나, 최근 불거진 공중파 음악방송 출연 가수의 의상과 퍼포먼스 선정성 논란과 관련해 무대의상을 전면 수정했다.
2011년 8월 11일 자정께 각종 음악 사이트에 전 앨범 수록곡이 공개되었다.

## 차트 성적
공개되자 마자, 각종 음악 사이트 실시간 순위에 상위권을 기록하고 있다.

## 수록곡
| #  | 제목                               | 작사       | 작곡       | 편곡       | 재생 시간 |
| -- | ---------------------------------- | ---------- | ---------- | ---------- | --------- |
| 1. | 〈Beep〉                           | 이트라이브 | 이트라이브 | 이트라이브 | 0:56      |
| 2. | 〈블링블링 (Bling Bling)〉         | 이트라이브 | 이트라이브 | 이트라이브 | 3:19      |
| 3. | 〈Dream In U〉                     | 이트라이브 | 이트라이브 | 이트라이브 | 3:22      |
| 4. | 〈Moonlight〉                      | 장준호     | 장준호     | 장준호     | 3:15      |
| 5. | 〈블링블링 (Bling Bling) (Inst.)〉 |            | 이트라이브 | 이트라이브 | 3:18      |